# Beroun (Teplá)
Beroun (németül Pern) Teplá településrésze Csehországban a Karlovy Vary-i kerület Chebi járásában. Központi községétől 5.5 km-re délkeletre fekszik. A 2001-es népszámlálási adatok szerint 20 lakóháza és 19 lakosa van.

## Népesség
A település népessége az alábbiak szerint alakult:
| Lakosok száma | 178  | 213  | 187  | 187  | 171  | 66   | 62   | 26   | 19   | 22   |
|               | 1869 | 1890 | 1900 | 1921 | 1930 | 1961 | 1970 | 1991 | 2001 | 2021 |